# Зимовский, Зигмунт
Зигмунт Зимовский (пол. Zygmunt Zimowski; 7 апреля 1949, Купенин, Польша — 12 июля 2016, Домброва-Тарновска, Польша) — польский прелат и ватиканский куриальный сановник. Епископ Радома с 28 марта 2002 по 18 апреля 2009. Председатель Папского Совета по Пастырскому попечению о работниках здравоохранения с 18 апреля 2009 по 12 июля 2016.

## Ранние годы
Родился в Купенине (диоцез Тарнув, Польша). Он был рукоположён в сан священника 27 мая 1973 года и зачислен в епархиальный штат в Тарнув.
Он получил лиценциат в догматическом богословии в Люблинском Католическом университете. Он получил свою докторантуру в догматическом богословии на факультете богословия в Инсбрукском университете имени Леопольда и Франца.

## На работе в Римской курии
1 февраля 1983 года он начал своё служение в Конгрегации доктрины веры, под руководством кардинала Йозефа Ратцингера. Он был назначен капелланом Его Святейшества 14 апреля 1988 года и почётным прелатом Его Святейшества 10 июля 1999 года.
Он был постулатором процесса беатификации и канонизации Каролины Кошка из Ситки и преподобного отцы Романа и сестры Марии Юлиттаи Ритц. Он преподавал экклезиологию в Люблинском Католическом университете и в университете кардинала Стефана Вышинского в Варшаве и он автор 120 публикаций, 40 пасторских писем и некоторых книг и нескольких статей.
Он участвовал в подготовке Катехизиса Римско-католической Церкви и работал с польской секцией Радио Ватикана.

## Епископ
28 марта 2002  года он был назначен папой римским Иоанном Павлом II епископом Радома. Он был хиротонисан в соборе Радома 25 мая 2002 года префектом Конгрегации доктрины веры, кардиналом Йозефом Ратцингером, который стал позднее папой римским Бенедиктом XVI. На Конференции польских епископов занимал следующие посты: председатель епископской комиссии доктрины веры, член Постоянного Совета, Делегат по пастырскому попечению о поляках-мигрантах, член экуменистической комиссии и группы по контактам с Польским Экуменистическим Советом, член группы епископов по пастырскому попечению для радио Мария и член польского общества Мариологии.
В дополнении к польскому языку, говорил по-итальянски, по-немецки, по-английски, по-французски и по-русски. 
Он оставался епископом Радома до своего назначения председателем Папского Совета по Пастырскому попечению о работниках здравоохранения 18 апреля 2009 года. В то же самое время он был возведён в достоинство архиепископа.

## Состояние здоровья
В 2014 году Зигмунду Зимовскому был диагностирован рак поджелудочной железы.
12 июля 2016 года архиепископ Зимовский скончался после продолжительной болезни, в Домброва-Тарновска, в Польше.